# فوج سیلاخور
فوج سیلاخور یکی از لشکرهای نظامی ایران در دوره‌های مختلف تاریخی بوده‌است. اغلب سربازان این سپاه از قصبه سیلاخور در ولایت بروجرد بوده‌اند. این لشکر نقش برجسته ای در حوادث دوره قاجار و مشروطه داشته‌است. شجاعت و نیز قامت بلند سربازان سیلاخوری مشهور بوده‌است. فوج سیلاخور مورد توجه شاهان ایران بوده و در نبردهای مختلف رشادت زیادی از خود نشان داده‌اند. . این فوج در جریان انقلاب مشروطه حامی محمدعلی‌شاه بود و در زمان رضاشاه پهلوی به گارد سپه تغییر نام داد. .

## وابستگی
فوج سیلاخوری از مردمان دشت سیلاخور و تیره‌های لر گودرزی و نظامی منطقه تشکیل می شده‌اند. سربازان سیلاخوری با خاندان زندیه نزدیکی داشته‌اند.